# Aeroppia magnipilosa
Aeroppia magnipilosa är en kvalsterart som först beskrevs av Ewing 1909.  Aeroppia magnipilosa ingår i släktet Aeroppia och familjen Oppiidae. Inga underarter finns listade i Catalogue of Life.